# Совичилле
Совичилле (итал. Sovicille) — коммуна в Италии, располагается в регионе Тоскана, в провинции Сиена.
Население составляет 8800 человек (2008 г.), плотность населения составляет 58 чел./км². Занимает площадь 143 км². Почтовый индекс — 53018. Телефонный код — 0577.
Покровителем коммуны почитается святой Лаврентий, празднование 10 августа.

## Демография
Динамика населения:

## Администрация коммуны
- Официальный сайт: http://www.comune.sovicille.siena.it/